# Paradise (Nevada)
Paradise – miejscowość spisowa (unincorporated town, czyli miasto niemunicypalne) w hrabstwie Clark, na południe od Las Vegas, w stanie Nevada. Jest to największa miejscowość spisowa w kontynentalnych Stanach Zjednoczonych (większe jest Honolulu na Hawajach). Zgodnie ze spisem powszechnym z 2010 jej populacja wynosiła ponad 191 000 osób. Ponieważ nie ma praw miejskich, zarządzana jest przez radę hrabstwa Clark.
W badaniu z 2023 roku wymienione jako najszybciej kurczące się „miasto” Stanów Zjednoczonych, w latach 2017–2022. Jego populacja w tym okresie spadła o 22%.

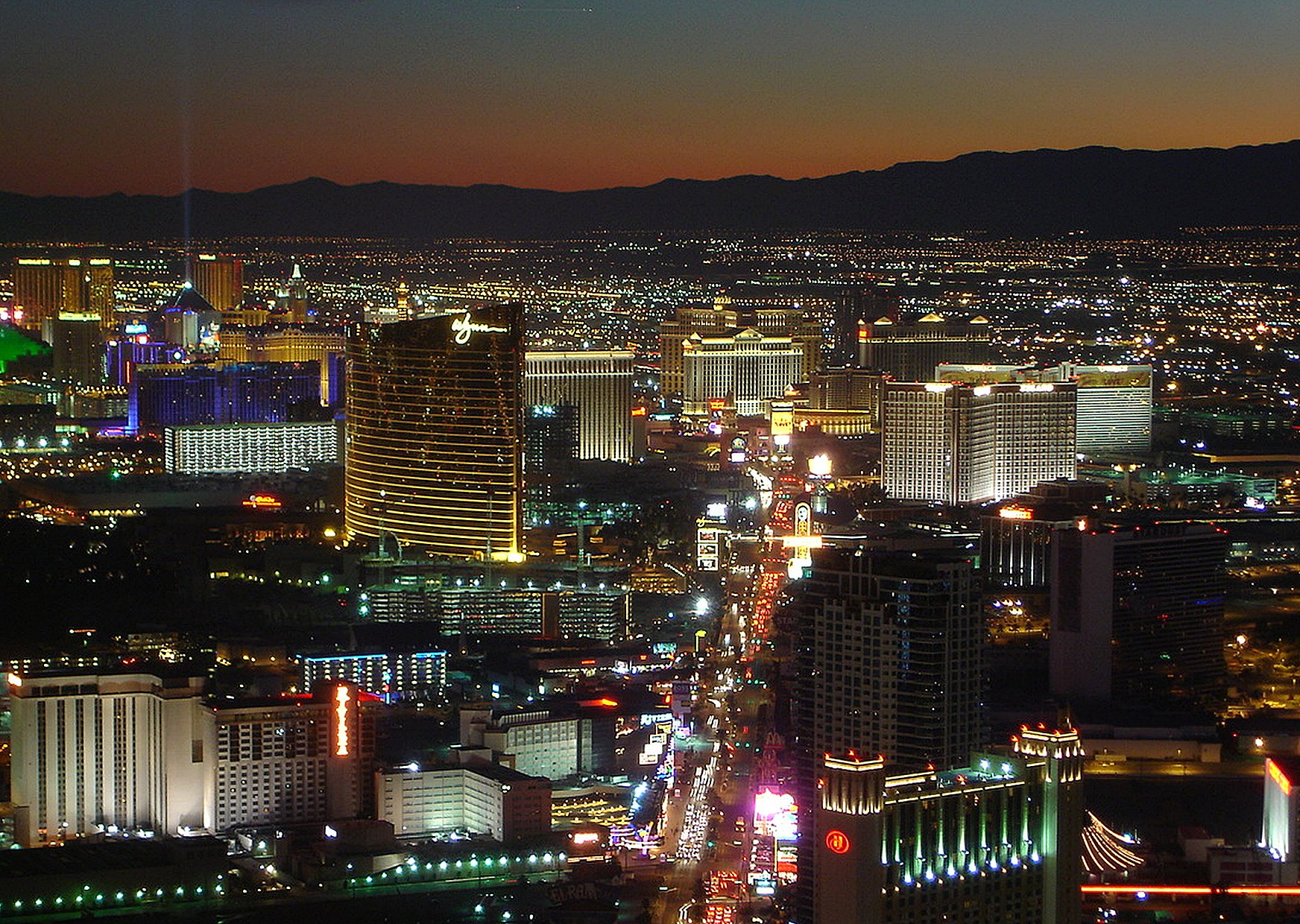
Las Vegas Strip, w dużej części ulokowane w Paradise

W Paradise znajduje się port lotniczy Las Vegas-McCarran, Uniwersytet Nevady w Las Vegas i większość bulwaru Las Vegas Strip, w tym Caesars Palace i MGM Grand. Z tego powodu część turystów odwiedzających Las Vegas w rzeczywistości większość czasu spędza na obszarze Paradise. Mimo to Paradise jest relatywnie mało znane na arenie krajowej i międzynarodowej. Przyczynia się do tego fakt, że w adresach pocztowych nie funkcjonuje nazwa „Paradise, NV”; zamiast tego United States Postal Service stosuje oznaczenie „Las Vegas, NV” jako nazwę lokalizacji dla wszystkich kodów ZIP podległych Paradise.

## Historia
W grudniu 1950 utworzone zostało Town of Paradise. W kwietniu 1951 założono Paradise A, a w styczniu 1952 powołano do życia również Paradise B. W 1953 Paradise A przekształcono w Winchester, natomiast Paradise B w Paradise.

## Demografia
Według spisu powszechnego z 2000 roku Paradise zamieszkiwało 186 070 osób; było 77 209 gospodarstw domowych i 43 314 rodzin.
Charakterystyka rasowa w 2000 roku była następująca: 72,51% biali, 23,47% Hiszpanie lub Latynosi, 6,59% Afroamerykanie, 0,77% Indianie, 6,52% Azjaci, 0,59% przybysze z wysp Pacyfiku, 8,37% inne rasy, zaś 4,65% reprezentowało co najmniej dwie rasy.
Z 77 209 gospodarstw domowych 24,6% zamieszkiwały dzieci poniżej 18 roku życia, 39,7% stanowiły małżeństwa mieszkające razem, 10,5% prowadzone były wyłącznie przez kobiety (bez obecnego męża), a 43,9% stanowiły nierodziny. 31,9% ze wszystkich gospodarstw domowych zamieszkiwały osoby indywidualne, natomiast 7,5% zamieszkiwały osoby samotne powyżej 65 roku życia. Średnia wielkość gospodarstwa domowego wynosiła 2,39, a średnia wielkość rodziny 3,04.
Według kryterium wiekowego populacja Paradise składała się w 21,2% z osób w wieku poniżej 18 lat, w 10,8% z osób w wieku 18-24, w 33,3% z osób w wieku 25-44, w 23,6% z osób w wieku 15-64, a także w 11,1% z osób w wieku co najmniej 65 lat. Średni wiek wynosił 35 lat. Na 100 kobiet przypadało 109,1 mężczyzn.
Średni dochód jednego gospodarstwa domowego w Paradise wynosił 39 376 dolarów, natomiast średni dochód przypadający na jedną rodzinę równy był 46 578 dolarów. Mężczyźni generowali średni dochód w wysokości 31 412 dolarów, zaś kobiety 25 898 dolarów. Dochód per capita równał się 21 258 dolarów. Około 8,1% rodzin oraz 11,8% całej populacji miasta żyło poniżej relatywnej granicy ubóstwa; 15,3% osób z tej grupy osób nie ukończyło 18 roku życia, natomiast 7,6% miało co najmniej 65 lat.
| Zmiany liczby ludności | Zmiany liczby ludności | Zmiany liczby ludności |
| Rok                    | Populacja              | Zmiana procentowa      |
| ---------------------- | ---------------------- | ---------------------- |
| 1970                   | 24 477                 | —                      |
| 1980                   | 84 818                 | 246,5%                 |
| 1990                   | 124 682                | 47%                    |
| 2000                   | 186 070                | 49,2%                  |
| 2010                   | 223 167                | 19,9%                  |
| 2020                   | 191 238                | -14,3%                 |